# Liste des cépages par pays
 (décembre 2020).
Si vous disposez d'ouvrages ou d'articles de référence ou si vous connaissez des sites web de qualité traitant du thème abordé ici, merci de compléter l'article en donnant les références utiles à sa vérifiabilité et en les liant à la section « Notes et références ».
Chaque région viticole cultive certains cépages. C'est à partir de ces derniers que les vignerons élaborent leurs vins, à partir d'un seul cépage ou d'un mélange, suivant les régions et les appellations.

## Afrique

### Afrique du Nord
- Viticulture en Égypte

### Afrique australe
Les vins sud-africains font la part belle au chenin ou au pinotage.
- Viticulture (restreinte) au Zimbabwe[1]

### Autres
- Vignoble des Canaries
- Viticulture à Madère : Madère (DOC)
- Açores (VR), Paysage viticole de l'île du Pico
- Viticulture au Cap-Vert : muscat blanc, preta tradicional
- Viticulture à Madagascar[2]
- Viticulture à La Réunion, Cilaos (Vin), Vigne marronne
- Viticulture en Éthiopie[3] : Nazret, Ziway, 11 millions de bouteilles/an, cépages : Sangiovese, Merlot, Syrah, Chenin Blanc, Chardonnay, Sauvignon Blanc.

## Amérique

### Canada
Nombre de cépages sont cultivés au Canada.
Tels que, Vidal, Seyval, Frontenac, Maréchal Foch, St-Pépin, Chardonnay, Marquette, Pinot Noir, Riesling, Petite Perle, Sabrevois, Radisson, Lucy Kuhlmann, Cabernet Franc, Vandal-Cliche, Baco noir, Geisenheim, Louise Swenson, De Chaunac, Gamay, Pionnier, St-Croix et plus encore...

### États-Unis
De manière générale, les viticulteurs des États-Unis ont privilégié les cépages internationaux : cabernet sauvignon, merlot et chardonnay dominent la production américaine, le plus souvent sous la forme de vins mono-cépages. Il est à noter cependant la montée depuis les années 1990 des cépages italiens (notamment le sangiovese) dans la région de Napa, la popularité croissante du pinot noir, dans lequel certaines régions au climat propice se sont spécialisées (notamment Anderson Valley, Russian River, Los Carneros, le comté de Santa Barbara et l'Oregon), la pratique de plus en plus courante d'assemblages sur le modèle des vins de Bordeaux et l'apparition de vins inspirés par les Côtes du Rhône, à base de syrah, mourvèdre, viognier et de grenache.
Côté spécialités, les Californiens ont le zinfandel, notamment très usité pour la production de rosés, et la petite syrah (une variante du durif).

### Argentine
L'Argentine travaille avec bonheur le malbec et le tannat, comme l'Uruguay.

### Chili
D'encépagement d'origine européenne, le vignoble chilien exploite parfaitement les cépages cabernet sauvignon, cabernet franc et malbec pour les rouges, sauvignon et chardonnay pour les blancs. On y cultive également le merlot, le petit verdot, le sémillon, le riesling et le muscat. Le carménère est en train de devenir une originalité chilienne. Ce cépage, autorisé en bordelais, confondu fréquemment avec le merlot, y est délaissé depuis le phylloxéra car jugé trop fragile. Il trouve au Chili, où on le vinifie seul ou associé, un climat semblant moins menaçant. 
La Criolla chica ou país est un cépage d'origine espagnole, utilisé pour la production de vins modestes. Le Tamarugal, découvert dans le désert du même nom, devient de ce fait un cépage blanc autochtone du Chili.

#### Cépagespour lavinification en rouge
- cabernet franc
- cabernet sauvignon
- carménère
- malbec
- merlot
- país
- petit verdot
- pinot noir

#### Cépagespour lavinification en blanc
- chardonnay
- muscat
- pinot blanc
- riesling
- sauvignon
- sémillon

### Autres pays d'Amérique latine
- Vin du Nouveau Monde
- Viticulture en Bolivie depuis 1548 :
  - Région de La Paz : El Alto,
  - Région de Santa Cruz,
  - Région de Chuquisaca,
  - Région de Tarija.
- Viticulture en Colombie[4]
- Viticulture à Cuba :
  - Pinar del Rio,
  - La Havane : Matanzas,
  - Las Villas,
  - Camagüey,
  - Oriente : Sierra Maestra.
- Viticulture en Équateur[5]
- Viticulture au Paraguay
- Viticulture au Pérou[6] depuis 1540 :
  - Région de Lima
  - Région d'Ica,
  - Région d'Arequipa,
  - Région de Moquegua
  - Région de Tacna.

## Asie

### Moyen-Orient et Asie de l'Ouest
- Viticulture en Jordanie (en) : Cabernet Sauvignon, Merlot, Shiraz, Pinot noir ; Chardonnay, Muscat, Pinot gris, Gewürztraminer, Chenin Blanc.
- Viticulture au Liban : Cabernet Sauvignon, Merlot, Carignan, Cinsault ; Chardonnay, Clairette, Merwah, Obeidi...
- Viticulture en Palestine (en) antique
- Viticulture en Syrie, Domaine de Bargylus : Syrah, Merlot, Cabernet Sauvignon ; Chardonnay, Sauvignon Blanc.
- Viticulture en Israël : Syrah, Merlot, Cabernet Sauvignon ; Chardonnay, Sauvignon Blanc.

### Asie centrale
- Viticulture en Iran, Vin persan, Vin de Shiraz
- Viticulture au Kazakhstan

### Asie du Sud et de l'Est
- Viticulture au Bhoutan (en)
- Viticulture en Inde
- Viticulture en Indonésie
- Viticulture au Népal (en)
- Viticulture en Ouzbékistan[7]
- Viticulture aux Philippines (en)
- Viticulture au Sri Lanka
- Viticulture en Thaïlande : Black Queen, Pokdum, Cabernet Sauvignon, Dornfelder, Grenache, Pinot Noir, Sangiovese, Shiraz/Syrah, Tempranillo ; Chenin Blanc, Colombard, Malaga Blanc, Viognier.
- Viticulture au Vietnam[8]

### Extrême-Orient
- Viticulture en Chine
- Viticulture en Corée du Sud
- Viticulture au Japon
- Viticulture à Taïwan (en)

## AustralieetNouvelle-Zélande
La Nouvelle-Zélande s'est fait une réputation sur le sauvignon blanc ; ses pinots noirs donnent des résultats prometteurs. La Nouvelle-Zélande possède une très grande variété de cépages. Sauvignon Blanc, Chardonnay, Pinot gris, Riesling, Gewurztraminer, Viognier et même en très petite quantité Grüner Veltliner, Arneis et Verdelho blanc pour les vins blanc. Pour les vins rouge, le Pinot noir est le premier en quantité, mais le pays produit aussi du Cabernet sauvignon du Merlot, de la Syrah, du Malbec et même du Tempranillo.

Les Australiens cultivent notamment la Syrah qu'ils appellent Shiraz et le sémillon.
- Viticulture à Tahiti

## Europe

### Allemagne

#### Blancs
- Gewurztraminer
- Grauburgunder
- Gutedel
- Huxelrebe
- Riesling
- Rivaner ou Müller-thurgau
- Scheurebe
- Sylvaner
- Weißburgunder

#### Rouges
- Dornfelder
- Lemberger
- Portugais bleu
- Regent
- Schwarzriesling
- Spätburgunder
- Saint-laurent
- Trollinger

#### Franconie

##### Blancs
- Bacchus
- Müller-thurgau
- Rieslaner
- Riesling
- Scheurebe
- Silvaner

##### Rouges
- Domina

### Autriche

#### Blancs
- Grüner Veltliner

#### Rouges
- Blaufränkisch
- Dornfelder
- Zweigelt

### Espagne

#### Vignoble de Xérès

##### Blanc
- Palomino
- Pedro ximénez
- Muscat ou moscatel en espagnol

### France

#### Alsace
Les vins d'Alsace sont en général élaborés à partir d'un seul cépage. Ils sont dits mono-cépages.
Exceptions : l'Edelzwicker n'est pas un vin de cépage mais un assemblage de cépages. Le Pinot d'Alsace est, selon le cas, un assemblage ou un monocépage.
Les grands crus d'Alsace peuvent être soit des monocépages soit des assemblages.

##### Blancs
- Gewurztraminer
- Riesling
- Pinot gris
- Muscat
- sylvaner
- Pinot blanc ou Auxerrois

##### Rouges et rosés
- Pinot noir

#### Beaujolais

##### Rouges
- Gamay

##### Blancs
- Chardonnay

#### Bordelais
En Bordeaux, les vignerons mélangent traditionnellement différents cépages locaux.

##### Rouges
- Cabernet sauvignon (surtout sur la rive gauche, le Médoc)
- Merlot (surtout sur la rive droite, le Libournais)
- Cabernet franc (un peu plus présent sur la rive droite mais en retrait par rapport aux précédents)
- Petit verdot (très faible superficie)
- Malbec

Avant le phylloxera, il y avait beaucoup de carménère.

##### Blancs
- Sauvignon
- Sémillon
- Muscadelle

#### Bourgogne

##### Rouges
- Pinot noir
- César ou Romain
- Gamay
- Tressot

##### Blancs
- Chardonnay ou Beaunois
- Sauvignon
- Aligoté
- Melon de Bourgogne
- Sacy

#### Champagne[9]
Les trois principaux cépages de Champagne sont :
- Chardonnay (30 % du vignoble)
- Pinot noir (38 %)
- Pinot meunier (32 %)

Il existe également quatre cépages autorisés en Champagne, principalement cultivés dans la Côte des Bar et représentant moins de 0,3 % du vignoble :
- Pinot Blanc
- Pinot Gris
- Arbane
- Petit Meslier

#### Corse
Après une longue période de production avec des cépages importés, la Corse fournit aujourd'hui des vins issus principalement de cépages plus locaux tels que le nielluccio en rouge et vermentino en blanc (ces cépages sont d'ailleurs devenus presque exclusifs pour les Patrimonio).

##### Cépagespour lavinification en rouge
- Aubun
- Aleaticu
- Barbarossa
- Carcaghjolu Neru
- Cinsault
- Cudiverta
- Grenache
- Mourvèdre
- Nielluccio
- Paga Debiti
- Sciaccarello
- Syrah

##### Cépagespour lavinification en blanc
- Biancone
- Biancu Gentile
- Carcaghjolu Biancu
- Rossula Bianca
- Vermentinu

#### Jura

##### Rouges
- Poulsard (ou Ploussard)
- Pinot noir
- Trousseau

##### Blancs
- Savagnin
- Chardonnay

#### Languedoc-Roussillon

##### Blancs
- Aubun
- Grenache
- Malvoisie
- Marsanne
- Roussanne
- Macabeu
- Clairette
- Bourboulenc
- Muscat à petits grains
- Muscat d'Alexandrie

##### Rouges
- Carignan N
- Cinsault
- Mourvèdre
- Marselan
- Grenache
- Syrah
- Piquepoul : cépage originaire du Midi de la France, le plus souvent blanc, appelé communément « picpoul ». Il donne des vins blancs secs très fruités d'une belle couleur jaune et frais. C'est le cépage du picpoul de Pinet dans l'Hérault.
Il existe dans des superficies confidentielles de piquepoul rouge produisant des vins rouges qui ne sont pas inintéressants.
- Aramon : cépage d'origine incertaine, mais que certains disent provenir d'Espagne. Aux XIXe et XXe siècles, ce fut un cépage très cultivé dans tout le Midi, qui désormais est pratiquement tombé dans l'oubli, depuis longtemps il n'est plus planté. Très sensible à l'excoriose, à l'oïdium et au mildiou, il craint les gelées printanières. L'aramon, cépage très productif, surtout lorsque greffé sur un porte-greffe vigoureux et planté dans des terres riches et irriguées, donne de très importants rendements, mais des vins rouges très légers, faibles en alcool et en couleur très souples. Dans des sols pauvres et secs avec un porte-greffe adapté, l'aramon donne des vins souples et fruités avec un titre alcoolique de 10 ° / 11 °.
L'aramon est un cépage qui depuis longtemps tombe en désuétude dans tout le Languedoc.

#### Lorraine
Le vignoble Lorrain a beaucoup réduit depuis le XIXe siècle, cependant les vins des Côtes-de-toul, à l'Ouest de Nancy, restent assez connus dont le fameux vin Gris de Toul.

##### Blancs
- Aubin blanc
- Aubin vert
- Auxerrois

##### Gris
- Gamay en assemblage, avec présence éventuelle de Pinot noir, Meunier...

##### Rouges
- Gamay
- Pinot noir

#### Provence

##### Rouges
- Aubun
- Cinsault
- Grenache
- Mourvèdre
- Mollard
- Syrah
- Téoulier
- Tibouren
- Braquet

##### Blancs
- Clairette
- Sémillon
- Ugni blanc
- Rolle

#### Savoie

##### Blancs
- Altesse (donnant la roussette )
- Bergeron (Roussane)
- Chardonnay
- Chasselas
- Jacquère
- Molette
- Mondeuse blanche

##### Rouges
- Pinot noir
- Gamay
- Mondeuse

#### Sud-Ouest
Groupant sous la même bannière des appellations aussi éloignées qu'irouléguy, bergerac, gaillac, jurançon, la région viticole du Sud-Ouest rassemble ce que les Bordelais appelaient "les vins du Haut Pays" et le vignoble de l'Adour.
On trouve donc une grande diversité de cépages.

##### Rouges
- Abouriou
- Cabernet franc
- Cabernet sauvignon
- Côt
- Courbu noir
- Duras
- Fer servadou ou Braucol
- Merlot
- Négrette
- Syrah
- Tannat

##### Blancs
- Arrufiac
- Colombard
- Courbu
- Folle-blanche
- Gros manseng
- Len de l'el
- Listan
- Mauzac
- Muscadelle
- Petit Courbu
- Petit manseng
- Sémillon
- Sauvignon
- Ugni blanc

#### Vallée de la Loire

##### Rouges
- Cabernet franc
- Cabernet sauvignon
- Gamay
- Grolleau
- Pineau d'Aunis
- Pinot noir

##### Blancs
- Aligoté
- Arbois
- Chenin
- Chardonnay
- Melon
- Sauvignon
- Tressalier
- Malvoisie (ancenis)
- Romorantin (Cour-Cheverny)

#### Vallée du Rhône

##### Cépagespour lavinification en rouge
- Camarèse
- Carignan
- Cinsault
- Counoise
- Grenache
- Grenache gris
- Mourvèdre
- Marselan
- Muscardin
- Picpoul
- Syrah
- Terret noir
- Vaccarèse

##### Cépagespour lavinification en blanc
- Bourboulenc
- Clairette blanche
- Grenache blanc
- Marsanne
- Muscat à petit grain
- Picpoul blanc
- Roussanne
- Ugni Blanc
- Viognier

### Italie

#### Ligurie

##### Rouges
- Rossese

#### Trentin-Haut-Adige

##### Rouges
- Teroldego
- Lagrein

##### Blancs
- Nosiola

#### Toscane

##### Rouges
- Canaiolo
- Colorino
- Montepulciano
- Sangiovese
- Trebbiano

#### Ombrie

##### Blancs (Orvieto)
- Drupeggio
- Grechetto
- Procanico
- Verdello

#### Val d'Aoste

##### Rouges
- Fumin
- Cornalin

### Portugal
- Alfrocheiro Preto Arômes épicés, acidité marquée. Réglisse, poivre noir, menthe et fraise.
- Alvarinho (Minho) Ce cépage hors du commun permet des blancs très corsés. Acacia, asperge, herbe, écorce d'orange, pêche, citron et mandarine.
- Amaral
- Antão Vaz (Alentejo) Arômes exubérants et persistants. Bonne teneur alcoolique, fruit de la passion, mangue, melon, litchi, citron et herbe.
- Arinto ou Pedernã (Minho, Estremadura) Son acidité permet des excellents assemblages et produit des vins délicats aux arômes floraux. Idéal pour les longs stages et sa longévité est reconnue dans les fameux vieux vins de Bucelas.
- Avesso
- Azal blanc
- Azal rouge
- Baga Arômes de fruits rouges et noirs, charge acide et tannique importante. Vins charnus, concentrés, complexes, élégants et parfois puissants. Excellent potentiel de garde.
- Bastardo Riche en alcool et pauvre en acidité.
- Batoca
- Bical ou Borrado das Moscas (Dão, Bairrada) Bonne structure, longévité, acidité et complexité. Notes minérales, citron vert et fleurs sylvestres. Souvent utilisé dans les mousseux
- Borraçal
- Brancelho
- Branco-Escola
- Cainho de Moreira
- Cascal
- Castelão (Ribatejo, Palmela, Alentejo, Algarve) Arômes intenses de fraise, framboise, groseille et mûres. Produits des vins très frais à consommer jeunes.
- Doçal
- Doçal de Refóios
- Douradinha
- Encruzado (Dão) Excellente fraicheur, équilibre, et complexité aromatique. Poivron vert, violettes, vanille et résine.
- Esganinho
- Esganoso de Castelo de Paiva
- Esganoso de Lima
- Espadeiro
- Espadeiro Mole
- Fernão Pires ou Maria Gomes (Ribatejo, Palmela, Estremadura) Produit des vins frais à consommer jeunes. Citron, orange, tilleul, miel et pommes vertes.
- Jaen Arômes poivrés, structure et puissance.
- Labrusco
- Lameiro
- Loureiro
- Malvasia fina (Douro, Dão, Algarve, Madeira) Très présent dans les Portos blancs et dans les vins de Madère. Fleur d'oranger, laurier, fruit de la passion, miel, marmelade, figues secs.
- Moscatel (Palmela, Douro) Concentration de sucre élevé qui permet la production de vins généraux. Fleurs, figues secs, raisins secs, melon, miel et orange.
- Mourisco
- Padeiro
- Pedral
- Pical Pôlho
- Rabigato
- Rabo de Ovelha
- São Mamede
- Sousão
- Tinta amarela (Trincadeira) Arômes épicés et chocolatés, ampleur et puissance.
- Tinta barroca Puissance et concentration.
- Tinta francisca Beau fruit, élégance et complexité.
- Tinta negra mole
- Tinta pinheira Élégance et finesse.
- Tinta roriz arômes de fruits macérés à l’alcool et d’épices, belle richesse alcoolique et rondeur.
- Tinto cão Arômes d’herbes aromatiques et belles acidité.
- Trajadura
- Touriga franca (Douro) Excellent pour produire des mono cépages. Vins tanniques et corsés aux arômes de rose, tilleul, acacia, mûre, cassis et prune. Bon potentiel de garde.
- Touriga nacional Peaux épaisses, complexité, arômes de fruits noirs et de fleurs, puissance et équilibre.
- Verdelho blanc
- Verdelho rouge
- Vinhão

### Suisse
Vingt cantons cultivent la vigne sur une superficie totale de 15 000 hectares. 

#### Principauxcépagespour lavinification en rouge
- Cabernet franc
- Cabernet Jura
- Cabernet sauvignon
- Cornalin
- Diolinoir
- Divico
- Galotta
- Gamaret
- Gamay
- Garanoir
- Humagne rouge
- Merlot
- Pinot noir
- Regent
- Syrah

#### Principauxcépagespour lavinification en blanc
- Amigne
- Chardonnay
- Chasselas (ou Fendant)
- Doral
- Gewurztraminer
- Marsanne (ou Ermitage)
- Muscat
- Pinot blanc
- Pinot gris (ou Malvoisie)
- Müller-Thurgau (ou Riesling-Sylvaner)
- Petite Arvine
- Sauvignon
- Savagnin (ou Heida, Païen)
- Sylvaner (ou Johannisberg)
- Viognier

### Caucase
- Viticulture en Abkhazie (en)
- Viticulture en Arménie : Areni Noir, Khndogni ; Tchilar, Voskehat, Rkatsiteli, Mskhali...
- Viticulture en Azerbaidjan (en)
- Viticulture en Géorgie : Saperavi, Mtsvane, Pinot Noir, Cabernet Sauvignon ; Rkatsiteli, Chardonnay...

### Pays européens à faible production
- Viticulture en Albanie : Merlot, Shesh i zi, Cabernet Sauvignon, Kallmet ; Shesh i bardhe, Chardonnay
- Viticulture en Belgique : Pinot Noir ; Müller-Thurgau, Chardonnay, Pinot Gris, Pinot Blanc
- Viticulture en Bosnie-Herzégovine : Cabernet Sauvignon, Gamay, Merlot, plavka, trnjak, vranac ; žilavka, blatina, blanc bena, dobrogostina, krkošija, podbil...
- Viticulture en Bulgarie : Merlot, Pamid, Cabernet Sauvignon ; Rkatsiteli, Dimyat, Muscat Ottonel.
- Viticulture en Croatie : Plavac Mali, Merlot, Cabernet Sauvignon ; Welschriesling, Malvaia Istriana, Chardonnay.
- Viticulture à Chypre : Mavro, Carignan, Cabernet Sauvignon ; Xynisteri, Sultanine...
- Viticulture en Grande-Bretagne : Pinot Noir, Pinot Meunier ; Chardonnay, Seyval Blanc.
- Viticulture en Grèce : Agiorgitiko, Xinomavro ; Savatiano, Roditis, Muscat d'Alexandrie.
- Viticulture en Hongrie : Blaufränkisch/Kéfrankos, Kadarka, Cabernet Sauvignon ; Furmint, Harslevelu, Welschriesling.
- Viticulture au Kosovo[10]
- Viticulture en Lettonie : Zilga.
- Viticulture au Liechtenstein : Blauburgunder, Zweigelt, Blaufränkisch ; Chardonnay, Riesling, Sylvaner, Gewurztraminer.
- Viticulture au Luxembourg : Rivaner/Müller-Thurgau, Pinot Gris, Auxerrois, Riesling, Pinot Blanc, Pinot Noir, Elbling, Chardonnay, Gewurztraminer.
- Viticulture en Macédoine du Nord : Stanusina, Vranac, Merlot ; Smederevka, Chardonnay.
- Viticulture à Malte : Gellewza, Cabernet Sauvignon, Syrah ; Ghirgentina, Sauvigon Blanc, Vermentino.
- Viticulture en Moldavie : Cabernet Sauvignon, Merlot, Pinot Noir, Isabelle ; Aligoté, Rkatsiteli.
- Viticulture au Montenegro[11] : Vranac, Zinfndel, Cabernet Sauvignon ; Krstač, Chardonnay.
- Viticulture aux Pays-Bas
- Viticulture en Pologne : Pinot Noir, Regent, Rondo ; Solaris, Riesling, Chardonnay, Gewurztraminer.
- Viticulture en Roumanie : Merlot, Cabernet Sauvignon, Babeasca negra ; Feteasca Alba, Feteasca Regala, Grasevina.
- Viticulture en Russie (Nord-Caucase, Crimée) : Cabernet Sauvignon, Merlot ; Rkatsiteli, Aligoté, Muscat, Riesling...
- Viticulture à Saint-Marin : Sangiovese, Biancale, Muscat, Ribolla, Canino/Cargarello ; Chardonnay, Pinot, Cabernet, Sauvignon, Merlot, Ancellota.
- Viticulture en Serbie : Prokupac, Cabernet Sauvignon, Vranac ; Welshcriesling, Chasselas.
- Viticulture en Slovaquie : Cabernet Sauvignon ; Chardonnay, Sauvignon.
- Viticulture en Slovénie : Refosco, Merlot, Zametovka ; Welschriesling, Chardonnay, Sauvignon Blanc.
- Viticulture en Suède (12 ha) : Acolon, Garanoir, Merlot, Rondo ; Chardonney, Müller-Thurgau...
- Viticulture en Tchéquie : Saint-Laurent, Zweigelt, Pinot Noir, Blaufränkisch ; Müller-Thurgau, Grüner Veltliner, Welschriesling.
- Viticulture en Turquie : Öküzgözü, Emir, Syrah, Bokazkere ; Sultanine, Narcince.
- Viticulture en Ukraine : Cabernet Sauvignon, Merlot ; Rkatsiteli, Chardonnay, Alogité, Sauvignon Blanc.